# Округ Шерман (Орегон)
Округ Шерман (енгл. Sherman County) је округ у америчкој савезној држави Орегон.

## Демографија
По попису из 2010. године број становника је 1.765, што је 169 (-8,7%) становника мање него 2000. године.
| Група             | 2000.         | 2010.         |
| Белци             | 1.782 (92,1%) | 1.616 (91,6%) |
| Афроамериканци    | 4 (0,2%)      | 4 (0,2%)      |
| Азијати           | 9 (0,5%)      | 3 (0,2%)      |
| Хиспаноамериканци | 94 (4,9%)     | 98 (5,6%)     |
| Укупно            | 1.934         | 1.765         |